# Monotes elegans
Monotes elegans är en tvåhjärtbladig växtart som beskrevs av Ernest Friedrich Gilg. Monotes elegans ingår i släktet Monotes och familjen Dipterocarpaceae. Inga underarter finns listade i Catalogue of Life.